# Miami Sound Machine
A Miami Sound Machine amerikai dance-pop/latin pop együttes volt. 1975-ben alapította Miamiban Emilio Estefan Jr., Miami Latin Boys néven. Ezt a nevet két évvel később Miami Sound Machine-re változtatták. Az együttes énekesnője Gloria Estefan volt. Legismertebb daluk a Conga. Az AllMusic a "nyolcvanas évek legnépszerűbb latin crossover együttesének" nevezte őket.

## Története
1975-ben Gloria és az unokatestvére, Mercedes "Merci" Navarro (1957-2007) találkoztak Emilio Estefan, Jr.-ral, miközben egy templomi együttesben próbáltak. Estefan egy közös ismerősön keresztül hallott először Gloriáról.
Miközben az együttes a Hotel Dupont-ban játszott egy kubai esküvő soràn, Gloria és Merci (akik akkor vendégek voltak) játszottak két kubai számot. Ez annyira lenyűgözte a Miami Latin Boys-t, hogy meghívták őket az együttesükbe. Ekkor változott meg a nevük is. Gloria ekkoriban a Miami Egyetemre járt, és csak hétvégéken játszott az együttessel, hogy a tanulmányait ne zavarják meg.
Első nagylemezük 1977-ben jelent meg. 1989-ben feloszlottak, majd 1992-től 2002-ig folytatták tevékenységüket.
2002-ben megpróbálták újraéleszteni az együttest, vadonatúj felállással, Estefan nélkül. Azonban Estefan jellegzetes hangjának és az eredeti tagok hiánya miatt az új projekt csak mérsékelt sikert ért el néhány európai országban, az Egyesült Államokban pedig nem értek el nagy sikereket.

## Tagok
Miami Sound Machine (1977–1986)
- Gloria Estefan (1977–1988) – ének, ütős hangszerek, dalszerzés
- Emilio Estefan, Jr. (1975–1986) – ütős hangszerek, harmonika
- Enrique "Kiki" Garcia (1975–1988) – dob, dalszerzés
- Juan Avíla (1977–1986) – basszusgitár
- Frank Mercado (1986-1991) – basszusgitár, vokál
- Wesley B. Wright (1979–1986) – gitár, dalszerzés
- Mercí (Navarro) Murcíano (1977–1982, 2007-ben elhunyt)
- Raul Murcíano (1976–1982) – zongora, billentyűk
- Luis Serrano (1975–1977) – basszusgitár
- Fernando Garcia (1979–1981)
- Mike Scaglione (1988–) – szaxofon
- Louis Pérez (1980–1985) – harsona
- Victor Lopez (1980–1986) – trombita
- Roger Fisher (1982–1986) – zongora, billentyűk
- Gustavo Lézcano (1982–1984) – harmonika; 2014. május 28.-án elhunyt.[6]
- Betty (Cortés) Wright (1982–1985) – szintetizátor, vokál
- Elena Stracuzzi (1982–1983) – vokál
- Leo Víllar (1983) – trombita
- Jim "Sport" Trompeter (1985–1988)
- Rafael Pedílla (1985–1988) – ütős hangszerek
- Ed Callé (1985–1987) – szaxofon
- Dana Teboe (1985–1986) – harsona
- Randy Barlow (1986–1988) – trombita
- Teddy Mullet (1986–) – harsona
- Jon Secada (1986-1992) – vokál

Gloria Estefan  and Miami Sound Machine  (1987–1988)
- Jorgé "George" Casas (1987–2019) – basszusgitár; 2019. január 31.-én elhunyt
- Clay Ostwald (1987–) – billentyűk
- John Defaria (1987–1988) – gitár

Miami Sound Machine II (2002)
- Lorena Pinot – ének
- Sohanny Gross – ének
- Carla Ramirez – ének

## Diszkográfia
- 1977: Live Again/Renacer
- 1978: Miami Sound Machine
- 1979: Imported
- 1980: Miami Sound Machine
- 1981: Otra Vez
- 1982: Rio
- 1984: A Toda Maquina
- 1984: Eyes of Innocence
- 1985: Primitive Love
- 1987: Let It Loose (Gloria Estefan és a Miami Sound Machine)
- 1989: Cuts Both Ways (Estefan első szólóalbuma)
- 2002: Miami Sound Machine: Miami Sound Machine (az eredeti tagok nélkül)